# Zuglio
Zuglio (Zui en friulano (oficial en los topónimos) es una población de 609 habitantes en la provincia de Udine, en la región autónoma de Friuli-Venecia Julia. Es la antigua ciudad romana Iulium Carnicum, donde se estableció un obispado en la época medieval.

## Geografía
Situada en el Val Bût (o o Canale di San Pietro ), tiene una altura de 429 metros, a la derecha del riachuelo Bût,  en la región alpina de Carnia . 

### Demografía
| Gráfica de evolución demográfica de Zuglio entre 1861 y 2001 |
|                                                              |
| Fuente ISTAT - elaboración gráfica de Wikipedia              |

## Historia
El municipio fue suprimido en el año 1932 para ser agregado a la comuna de Arta, fue reconstituido como comuna independiente en el año 1946.